# Pase de pecho

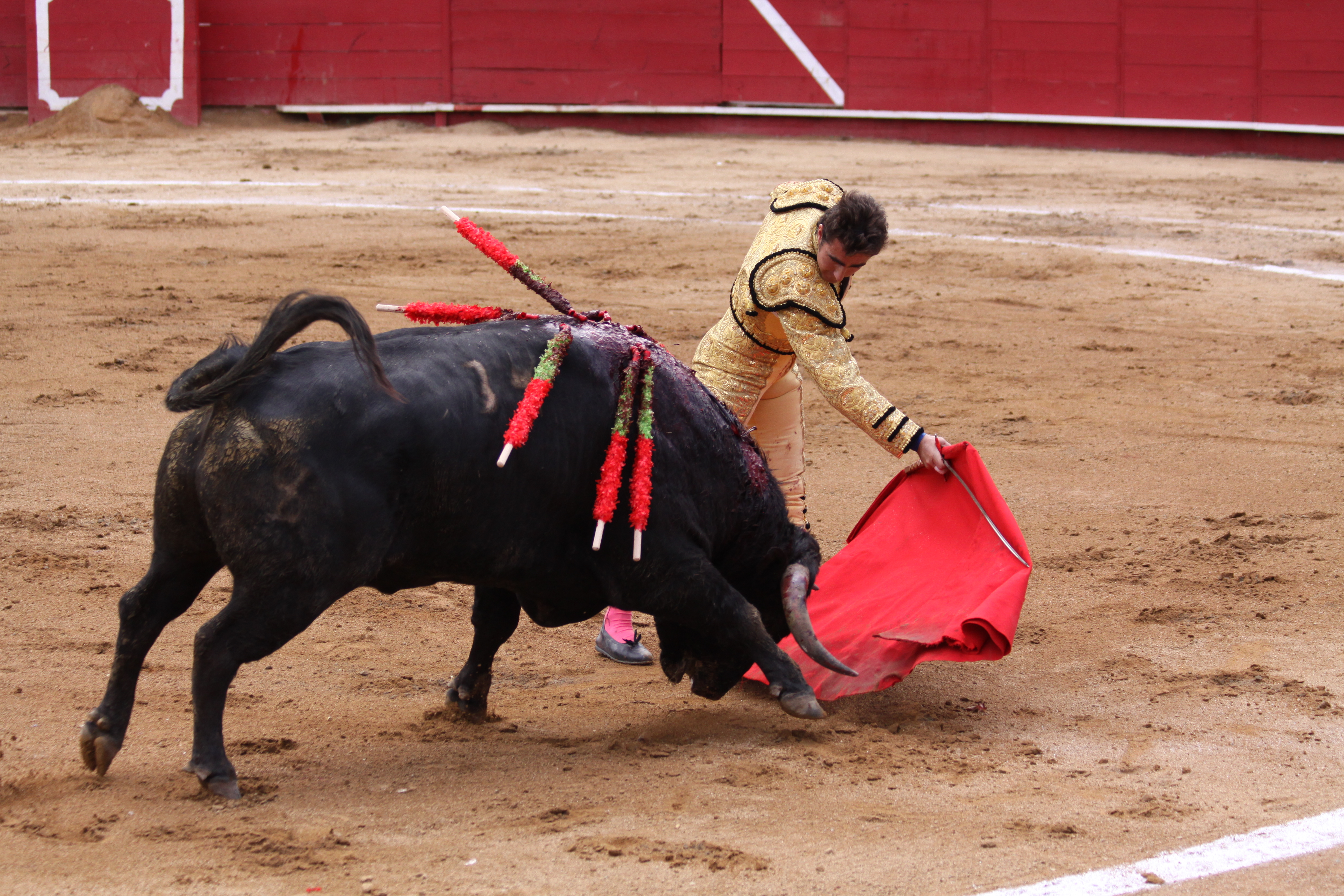
El Fandi iniciando la ejecución de un pase de pecho, obsérvese que la muleta está en contacto con el albero

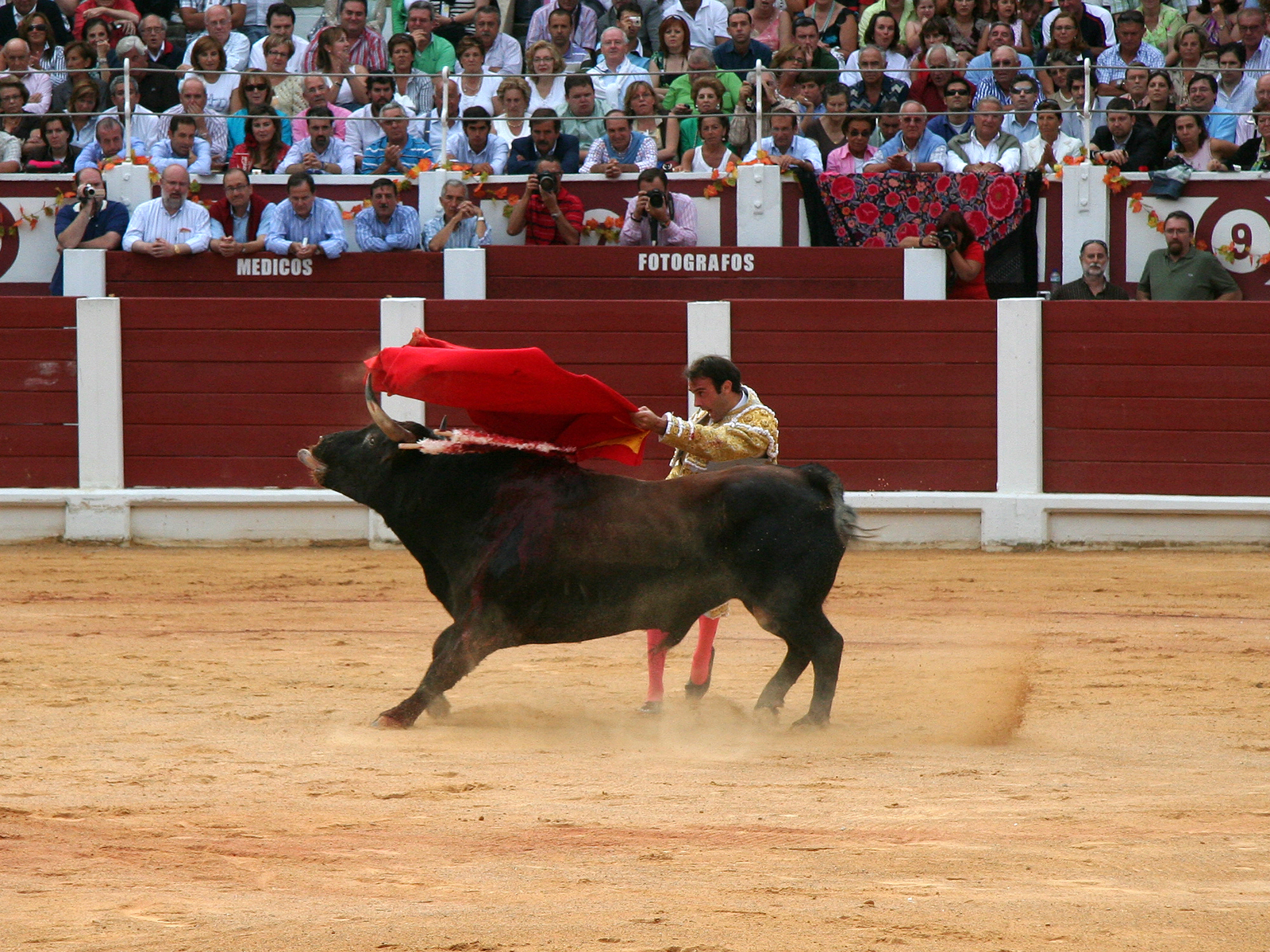
El torero Enrique Ponce terminando la ejecución de un pase de pecho

En tauromaquia, se denomina pase de pecho a la forma más habitual que tienen los toreros de finalizar una serie de pases naturales. Para ejecutarlo, el matador sujeta la muleta con una mano y se coloca de espaldas al toro, el cual tras arrancarse pasa completo bajo el engaño, desde los pitones a los cuartos traseros. Para que el pase esté bien realizado, es necesario conducir al toro suavemente, sin brusquedades, debe iniciarse con el brazo bajo y concluir con el brazo levantado, situando la mano a la altura del hombro, para procurar que el animal levante la cabeza al final de la embestida.
A diferencia de los pases naturales, que se dan en serie, el de pecho es carácter único, pues tiene una función complementaria del pase natural, con el objetivo de colocar al toro para ejecutar otra suerte, como una segunda tanda de pases naturales o la preparación para la estocada. Es habitual que después un pase de pecho, el torero se aleje un poco del toro para dejarlo que se recupere del esfuerzo de acudir reiteradamente a la muleta. Sin embargo, algunos toreros ejecutan en ocasiones varios pases de pecho consecutivos.
Al pase de pecho se le denomina a veces pase cambiado, pues el pitón izquierdo del toro es el que pasa más cerca del torero, cuando éste lo ejecuta con la mano derecha; mientras que en el pase natural cuando el torero lo realiza con la mano derecha, el pitón que pasa más próximo a su cuerpo es el derecho.